# Perranporth
Perranporth (in lingua cornica: Porthpyran; 3.000 ab. ca.) è una località balneare della costa atlantica della Cornovaglia (Inghilterra sud-occidentale) e principale centro della parrocchia civile di Perranzabuloe (distretto di Carrick).
Ora meta turistica, fu, fino al XIX secolo, un villaggio minerario.

## Geografia fisica

### Collocazione
Il villaggio di Perranporth si trova nella parte centrale della costa settentrionale della Cornovaglia, tra Newquay e St Agnes, a ca. 15 km a nord-ovest di Truro e a ca. 40 km a nord-est di Saint Ives.

## Turismo
La località attrae ogni anno migliaia di visitatori per le sue spiagge e per i suoi campi da golf (se ne trovano 19).

### Luoghi d'interesse
- The Perranzabuloe Folk Museum

## Feste & Eventi
- St Piran's Day (Giorno di San Pirano)[6]

## Perranporth nel cinema e nelle fiction
- A Perranporth sono state girate alcune scene della serie televisiva britannica degli anni settanta, tratta dalla serie di romanzi di Winston Graham, Poldark.[7]

## Galleria d'immagini

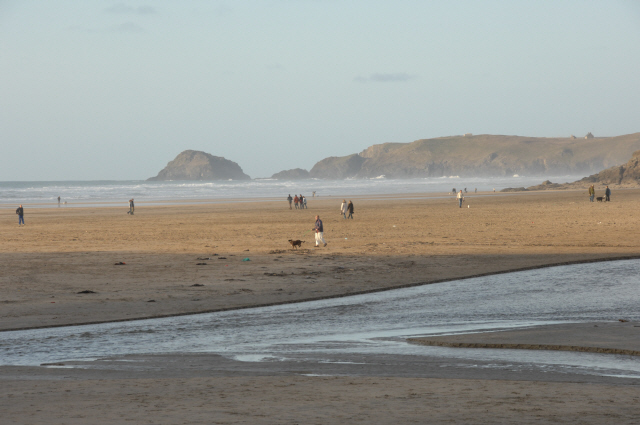
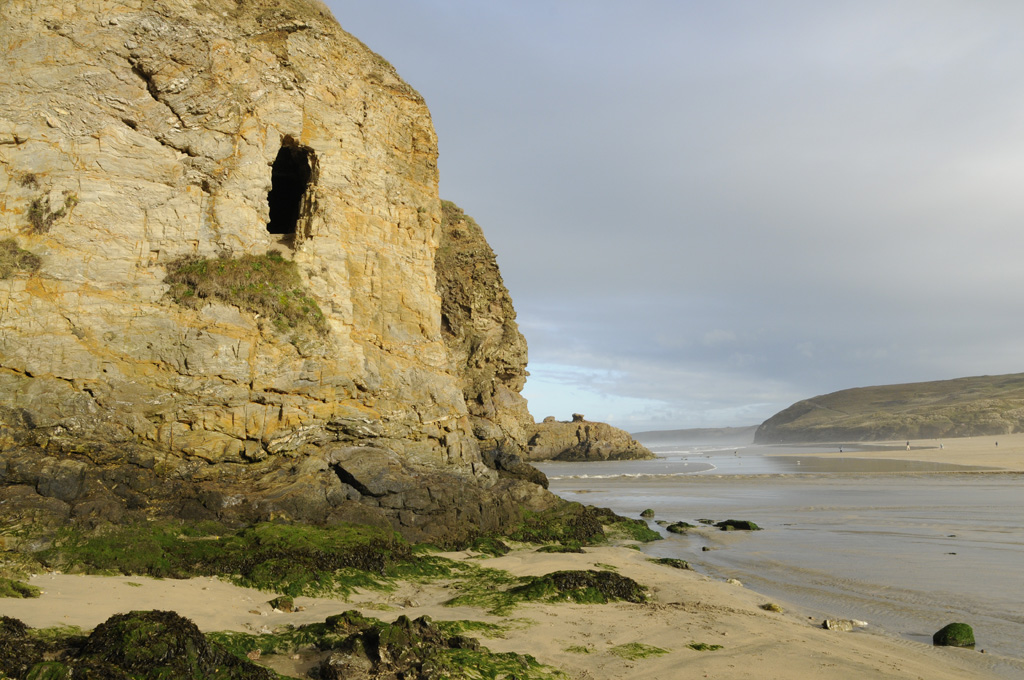
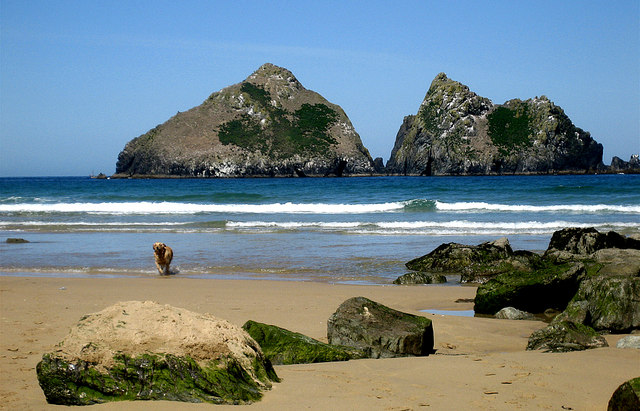
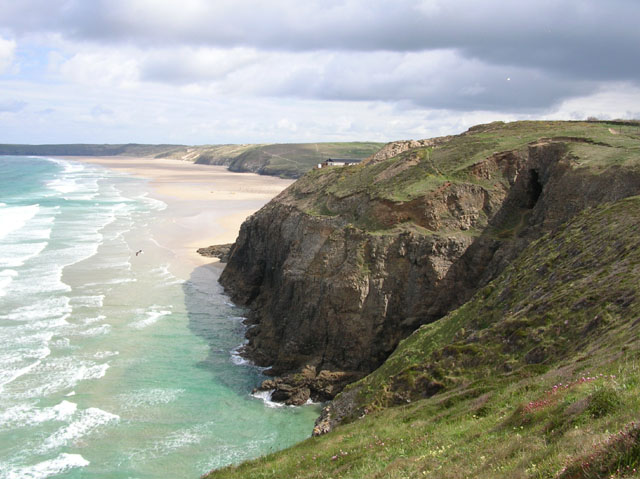